# 聯合國安全理事會第302號決議
聯合國安理會第302號決議於1971年11月24日獲得通過，在重申了先前關於該主題的決議後，安理會對第294號決議設立的特別特派團所完成的工作表示讚賞。安理會對幾內亞比索獨立戰爭的各參戰方及葡萄牙缺乏與聯合國安理會的合作表示遺憾，並呼籲葡萄牙政府採取有效措施，使塞內加爾的領土完整得到尊重，並防止針對該領土及其人民的暴力和破壞行為。
安理會同時也呼籲葡萄牙尊重幾內亞比索人民不可剝奪的自決和獨立權利，要求安全理事會主席和秘書長報告該決議的執行情況，並宣佈如果葡萄牙未能遵守安理會將開會審議局勢所需舉措和步驟的決議規定。
第302號決議以14票對零票通過，其中美國投了棄權票。這是中國席位由中華民國代表移交給中華人民共和國代表後，安理會通過的第一項決議。